# (52343) 1992 WX1
1992 دابليو أكس 1 (ويعرف أيضًا باسم (52343) 1992 دابليو أكس 1 وفق تسمية الكوكب الصغير) (بالإنجليزية: 1992 WX1)‏ هو كويكب ضمن حزام الكويكبات؛ وترتيبه 52343 من حيث الاكتشاف.
اكتُشف هذا الجُرم الفلكي بواسطة هيروشي كانيدا في 18 نوفمبر 1992.

## وصلات خارجية
- (52343) 1992 WX1 في قاعدة بيانات مختبر الدفع النفاث لأجرام النظام الشمسي الصغيرة

- الاكتشاف · مخطط المدار ·  العناصر المدارية · المعلمات المادية

- (52343) 1992 WX1 على موقع ويكي سكاي: DSS2, SDSS, GALEX, IRAS, Hydrogen α, X-Ray, Astrophoto, Sky Map, Articles and images